# Kittlitz (Lauenburg)
Kittlitz er en kommune i det nordlige Tyskland, beliggende i Amt Lauenburgische Seen under Kreis Herzogtum Lauenburg. Kreis Herzogtum Lauenburg ligger i delstaten Slesvig-Holsten.

## Geografi
Kittlitz ligger ca 10 sydøst for Ratzeburg og 13 km nordøst for Mölln. I kommunen ligger godserne Goldensee og Niendorf ved Schaalsee samt bebyggelserne Butz, Vogtstemmen og Rosenhagen.
Kommunen ligger i området Schaalsee-Seenplatte Naturpark Lauenburgische Seen ved grænsen til delstaten Mecklenburg-Vorpommern.